# Emphytoecia elquiensis
Emphytoecia elquiensis är en skalbaggsart som beskrevs av Cerda 1995. Emphytoecia elquiensis ingår i släktet Emphytoecia och familjen långhorningar. Inga underarter finns listade i Catalogue of Life.